# Александровские мореходные классы
Алекса́ндровские морехо́дные классы — учебное заведение во Владивостоке в 1890—1902 годах, готовившее моряков — шкиперов и штурманов для коммерческого флота Российской империи. Название «Александровские» дано в честь императора Александра II, которому «Амурский край обязан своим присоединением к России и его развитием».

## Предыстория
В 1876 году военный губернатор Приморской области Г. Ф. Эрдман ходатайствовал перед Комитетом министров об организации во Владивостоке мореходных классов «… для образования местного торгово-промышленного русского флота». С тех пор вопрос о создании мореходных классов во Владивостоке неоднократно поднимался на разных уровнях. К тому времени в России насчитывалось около полутора десятков морских школ для торгового флота; на Дальнем Востоке не было ни одной школы для подготовки специалистов для каботажного и дальнего плаваний. На основании утверждённого в 1867 году Положения о мореходных классах, Министерство финансов одобрило данное ходатайство. Созданная в 1880 году по этому поводу комиссия, рекомендовала открыть во Владивостоке мореходные классы III разряда с трёхлетним обучением, но появились они лишь в 1890 году.

## История
Небольшой опыт по подготовке кадров для нужд флота к 1890 году во Владивостоке уже имелся. При Командире порта функционировала школа рулевых- сигнальщиков и лоцманов; существовала комиссия по приёму экзаменов на звание вольных шкиперов и штурманов; в здании механического завода располагалась бесплатная школа, готовившая специалистов по ремонту судов.
7 апреля 1890 года было утверждено Положение об Александровских мореходных классах в городе Владивостоке. Для обучения принимались все желающие, умеющие читать и писать, и имевшие морскую практику. Преподавание производилось по программе для морских классов I и II разрядов с 15 октября по 15 апреля, остальное время отводилось практике. Обучение основным предметам осуществлялось бесплатно. В ученики принимались лица не моложе 14 лет. Учёба планировалась в течение двух лет.
Александровские мореходные классы (II разряда) во Владивостоке официально были открыты 14 ноября 1890 года и 16 ноября в них начались занятия. Классы разместили временно в деревянном здании Владивостокского городского училища. Первый набор состоял всего лишь из 14 учащихся. Занятия проводились по вечерам. На должность заведующего мореходными классами и старшего преподавателя был приглашён штабс-капитан В. А. Панов (в 1893 году вышел в отставку в чине капитана). Он оказался первым и единственным начальником Александровских мореходных классов. В январе 1896 года газета «Владивосток» писала, что количество учеников в мореходных классах увеличилось до 16 человек и ещё несколько находятся в плавании заграницей.

## Реорганизация
В 1902 году вышло новое Положение о мореходных учебных заведениях Министерства финансов, по которому мореходные классы были закрыты и вместо них организовывались 2-х классные училища каботажного плавания и 3-х классные — дальнего плавания. В связи с этим 7 ноября 1902 года Александровские мореходные классы были расформированы и на их базе открылось Владивостокское Александровское мореходное училище дальнего плавания. После преобразования мореходки В. А. Панов вошёл в состав думского попечительного (над училищем) комитета. Начальником (по совместительству) Мореходного училища был назначен Н. Ф. Сильман.